# Pravdinsk
Pravdinsk (rusky Пра́вдинск), do roku 1946 německy Friedland (litevsky Bartų Romuva, polsky Frydląd, česky Frýdland) je město v Kaliningradské oblasti (dříve Východní Prusko), exklávě Ruské federace, ležící od Kaliningradu přes 50 km na jihovýchod. V roce 2021 mělo městečko 4 tisíce obyvatel převážně ruské národnosti.

## Historie

### Od založení do 18. století
Osada Frýdland byla založena roku 1312 jako pevnost Řádu německých rytířů přes řeku Lavu na místě původní vesnice pruského kmene Natangianů. Samotný německý název Fiedland se dá do češtiny přeložit jako mírumilovná země. Rok po založení započala stavba místního kostela. Městská práva získal Frýdland roku 1335 dekretem Luthera von Braunschweig, osmnáctého velmistra Řádu. Město bylo vypleněno Litevci v roce 1347 a zcela zničeno v roce 1466 během Třináctileté války mezi Řádem a pruskými městy. Po sekularizaci Řádu 1525 se město stalo součásti Pruského vévodství. V 15. století se ve městě výrazně začalo rozvíjet tkalcovství a oděvnictví. Většina budov lehla popelem v roce 1553 při velkém požáru města. Pouze místní kostel byl katastrofy ušetřen. Během Druhé severní války v roce 1656 bylo město zpustošeno švédskými vojsky.

### Od 19. století do roku 1939
Nejvýznamnější událost města se udála dne 14. června 1807. U města proběhla bitva u Friedlandu, ve které se střetla Napoleova francouzská armáda se spojenými silami Ruska a Pruska. Francouzi v bitvě zvítězili a poražené mocnosti musely přijmout potupné podmínky, které určil Tylžský mír. Při setkání sesterským měst jménem Frýdland v roce 2007 proběhly ve městě oslavy 200. výročí konání bitvy. V roce 1871 Město se stalo součástí sjednoceného Německého císařství. Po administrativní reformě z roku 1815 se stal Frýdland okresním městem. O tento status ale přišel po další reformě roku 1902. Během první světové války bylo město v roce 1914 nakrátko obsazeno ruskou armádou. V letech 1921 - 1923 byla v blízkosti města postavena vodní elektrárna, která zásobovala elektřinou velkou část tehdejšího Východního Pruska. Těsně po vypuknutí druhé světové války mělo město 4 410 obyvatel.

### Dějiny po druhé světové válce
Na konci druhé světové války začala operace Hannibal, která měla za cíl evakuovat většinu německého obyvatelstva z Východního Pruska před postupující Rudou armádou. Město bylo dobyto Rudou armádou 31. ledna 1945. Po válce Frýdland připadl SSSR a stal se součástí Kaliningradské oblasti. V roce 1946 bylo město přejmenován na Pravdinsk podle ruského slova правда (česky pravda). Zbylé německé obyvatelstvo bylo odsunuto a do města se nastěhovali Rusové především z oblasti centrálního Ruska a Povolží. Po rozpadu SSSR se město stalo součástí Ruska. Ze zajímavostí najdeme ve městě raně gotický kostel z roku 1313 a vodní hráz bývalé vodní elektrárny.

## Obyvatelstvo

### Vývoj obyvatelstva v průběhu doby
| Rok       | 1875  | 1890  | 1910  | 1933  | 1939  | 1959  | 1970  | 1979  | 1989  | 2002  | 2010  | 2021  |
| Obyvatelé | 3 296 | 2 609 | 3 027 | 4 323 | 4 410 | 2 718 | 3 335 | 4 070 | 4 143 | 4 480 | 4 323 | 4 045 |

### Etnické složení obyvatelstva

Východní Prusko (vyznačeno červeně) na mapě tehdejšího Německa 1871

Při sčítání lidu v roce 2010 bylo etnické složení v městě následující:
| - 84,6 % Rusové - 7,7 % Bělorusové - 2,1 % Ukrajinci - 1,4 % Arméni - 1,3 % Azerové |  | - 0,9 % Němci - 0,6 % Tataři - 0,4 % Litevci - 1,0 % ostatní |

### Významné osobnosti města
- Moritz Heling (1522 - 1595) - evangelický teolog
- Hartmut Lubomierski (nar. 1943) - německý expert na ochranu dat
- Otto Saro (1818–1888) - generální prokurátor v Königsbergu

## Partnerská města
Pravdinsk je členem uskupení měst tzv. Friedliches Land. Toto uskupení sdružuje současné i bývalé Frýdlandy z celé Evropy:
- Frýdlant, Česko
- Frýdlant nad Ostravicí, Česko
- Friedland, Braniborsko, Německo
- Friedland, Meklenbursko-Přední Pomořansko, Německo
- Friedland, Dolní Sasko, Německo
- Korfantów (původní Friedland v Horním Slezsku), Polsko
- Mieroszów (původní Friedland v Dolním Slezsku), Polsko

## Galerie

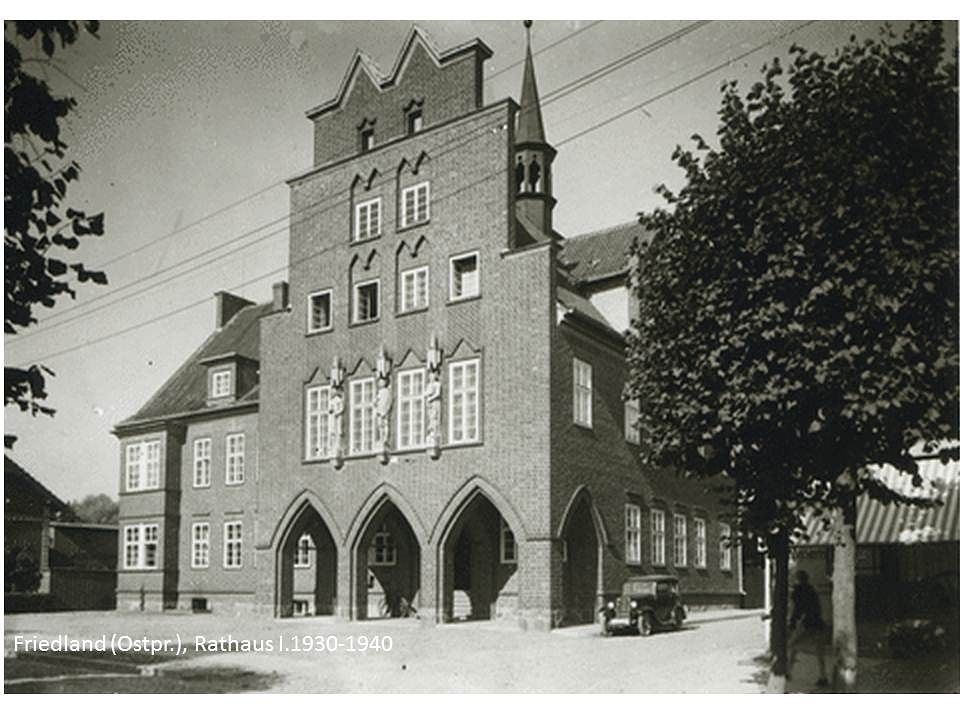
Budova radnice
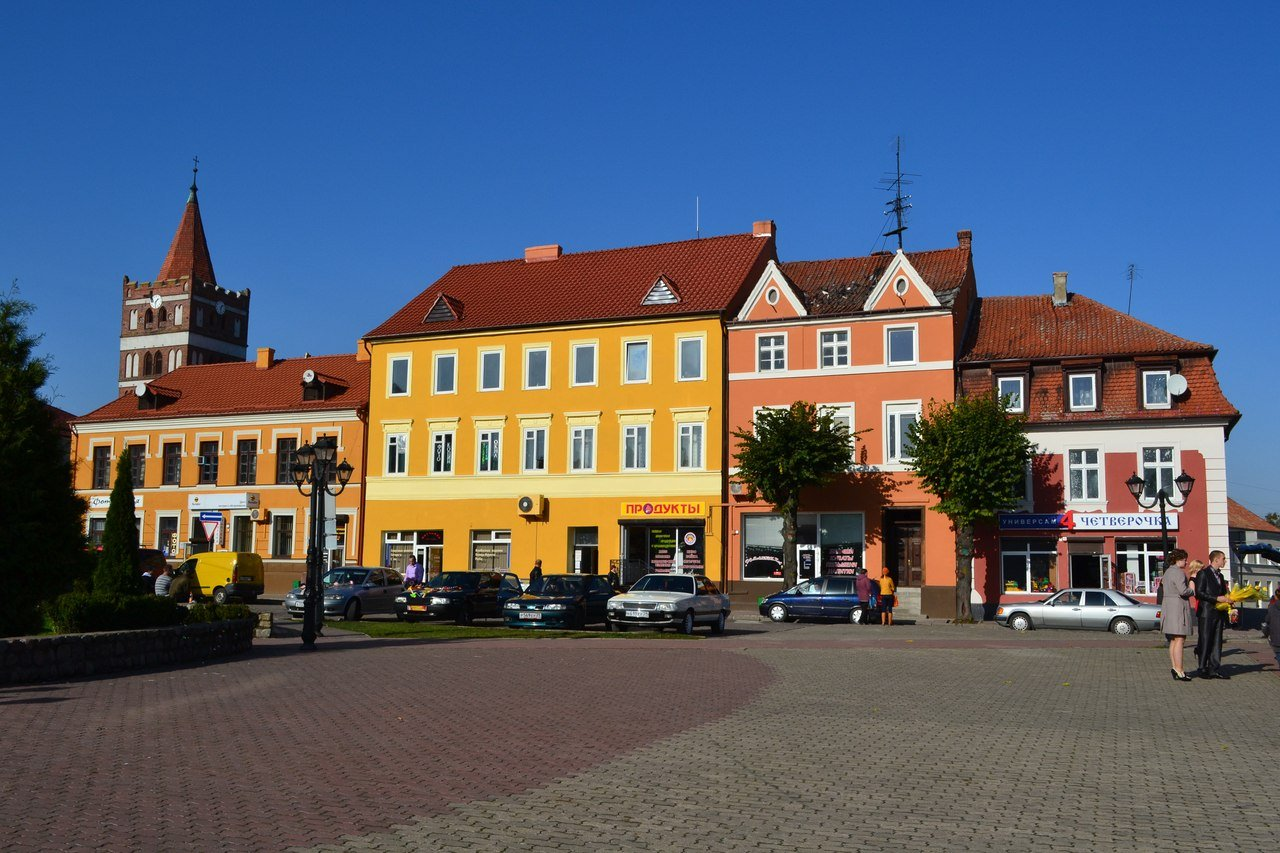
Náměstí
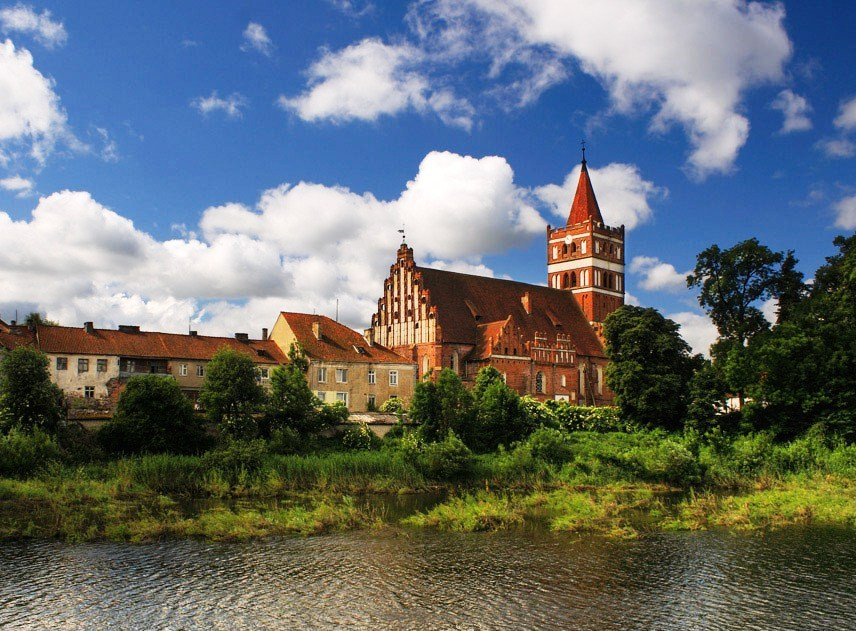
Kostel sv. Jiří
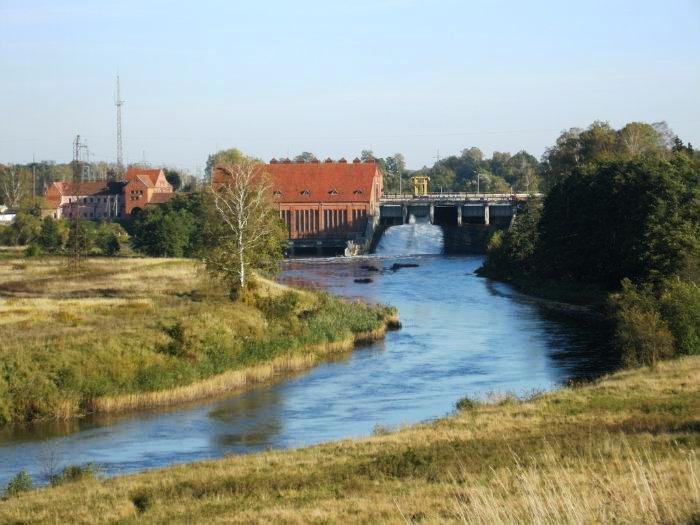
Vodní elektrárna
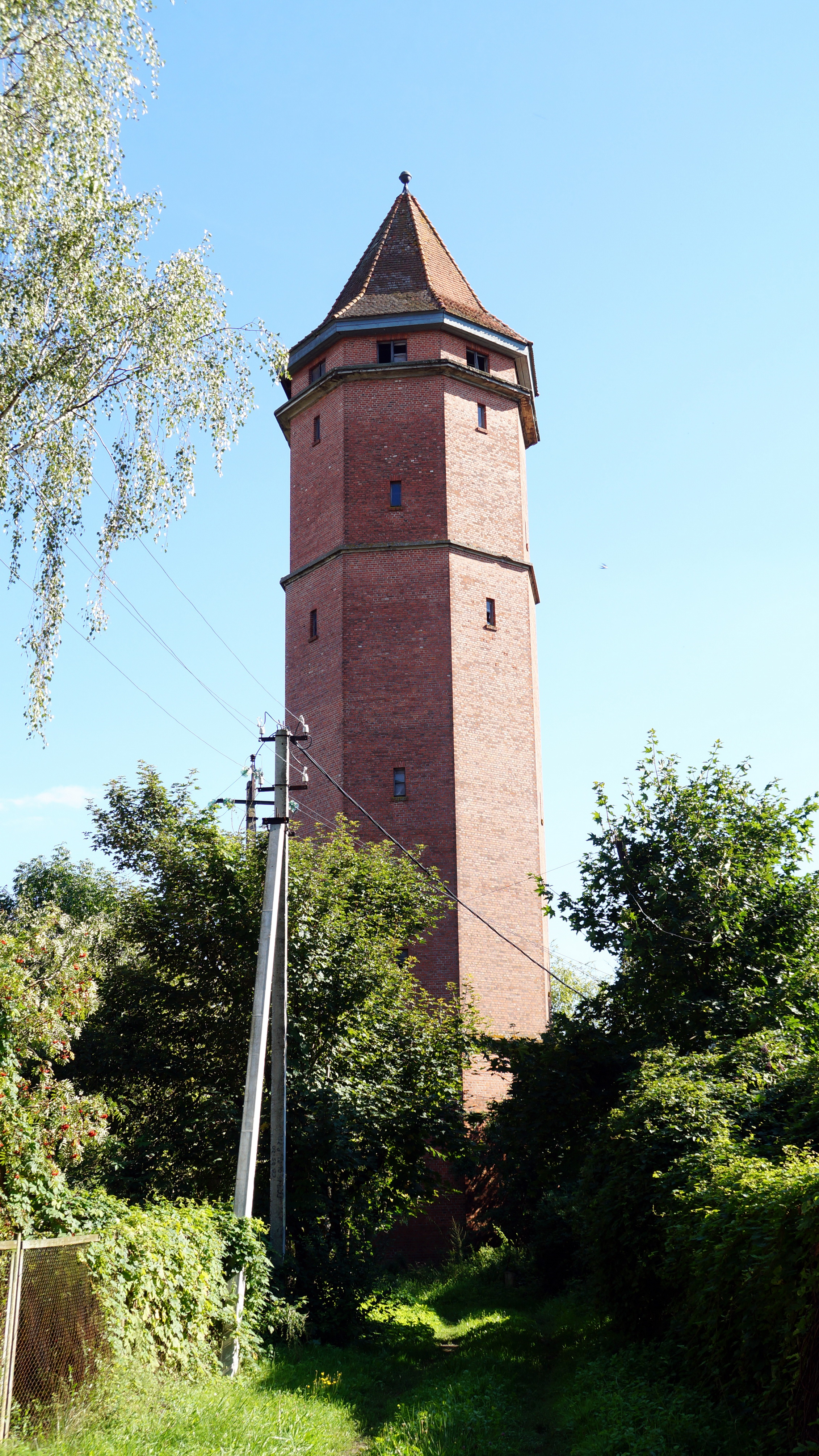
Původní vodárenská věž
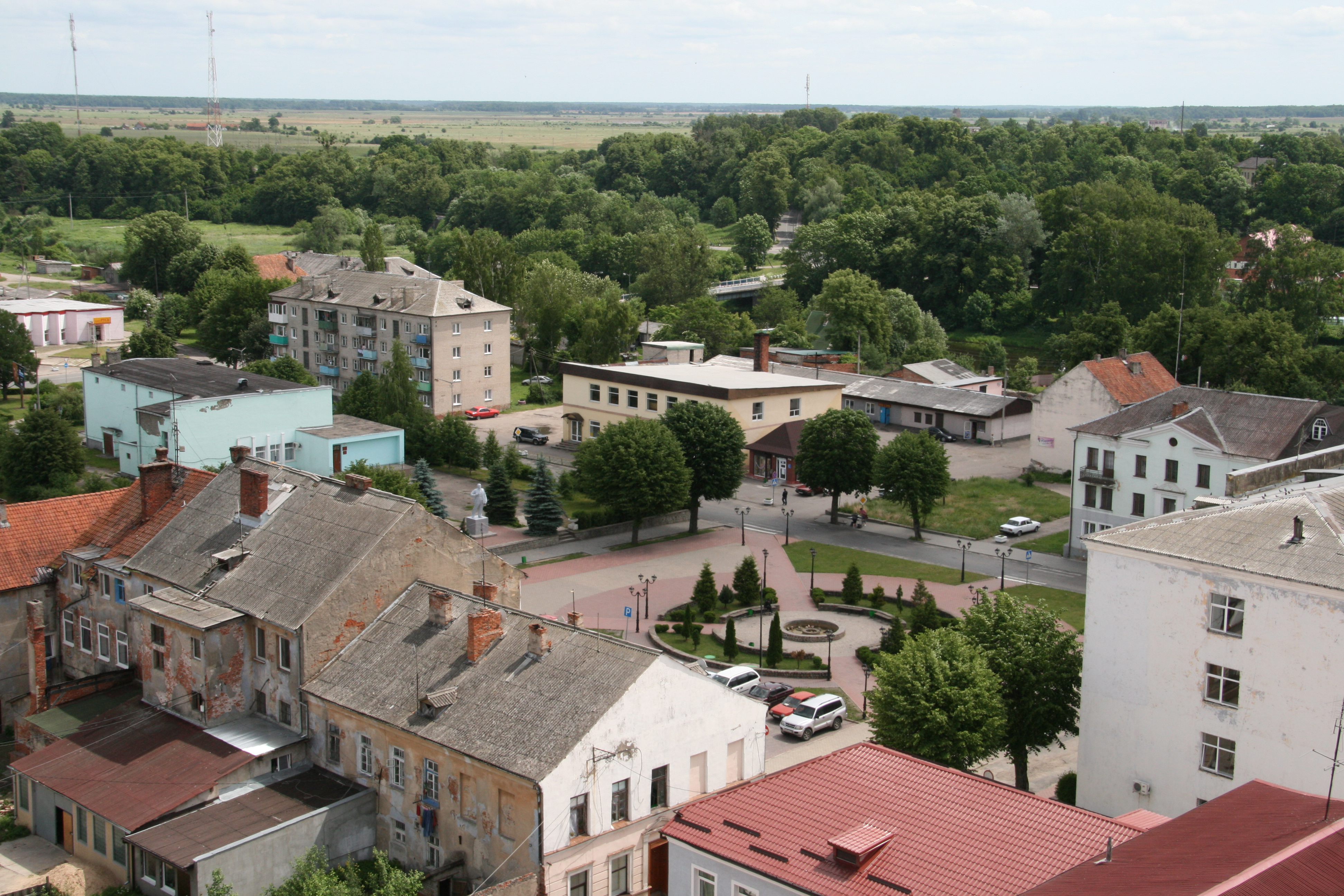
Centrum města
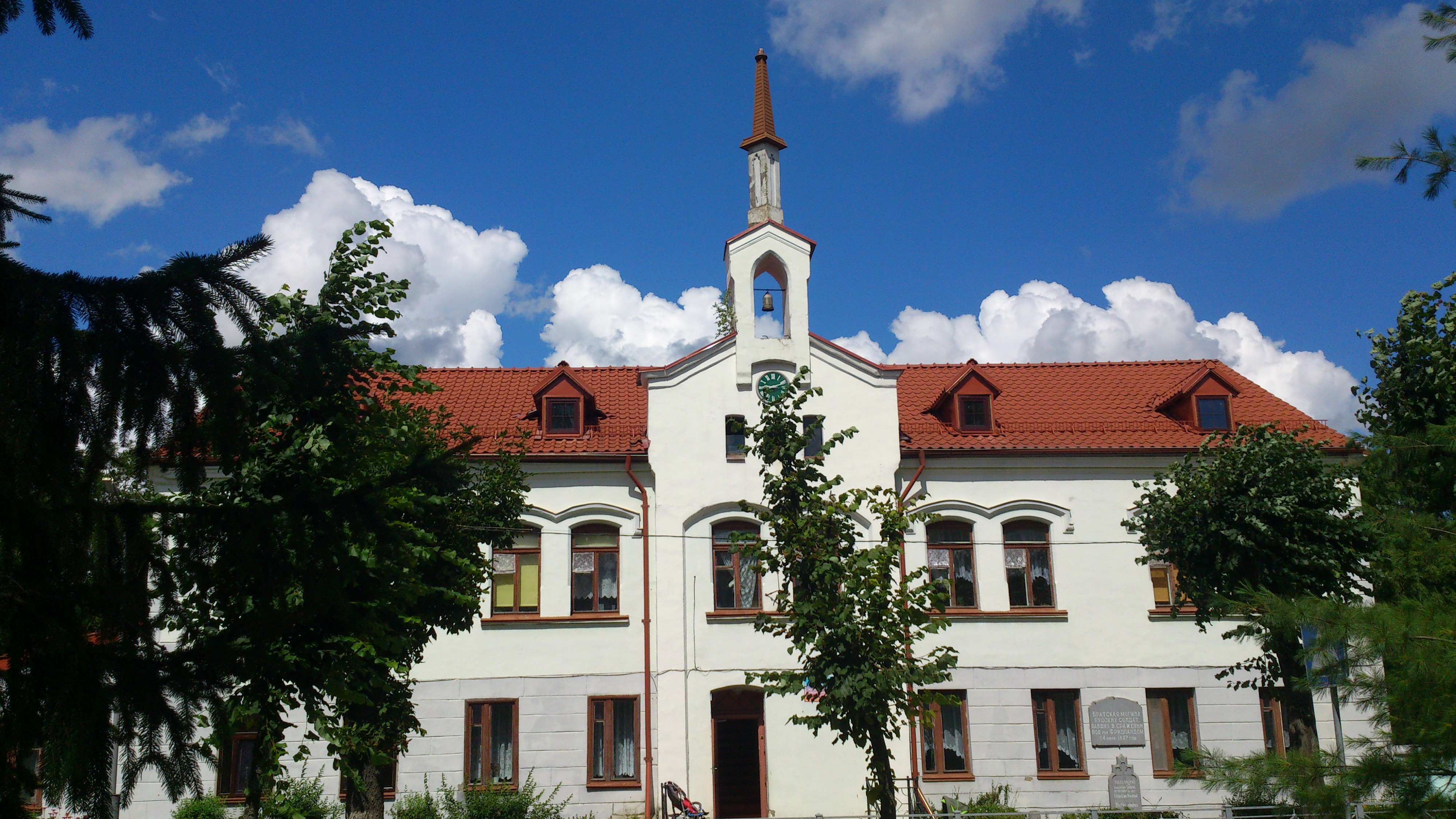
Budova nemocnice
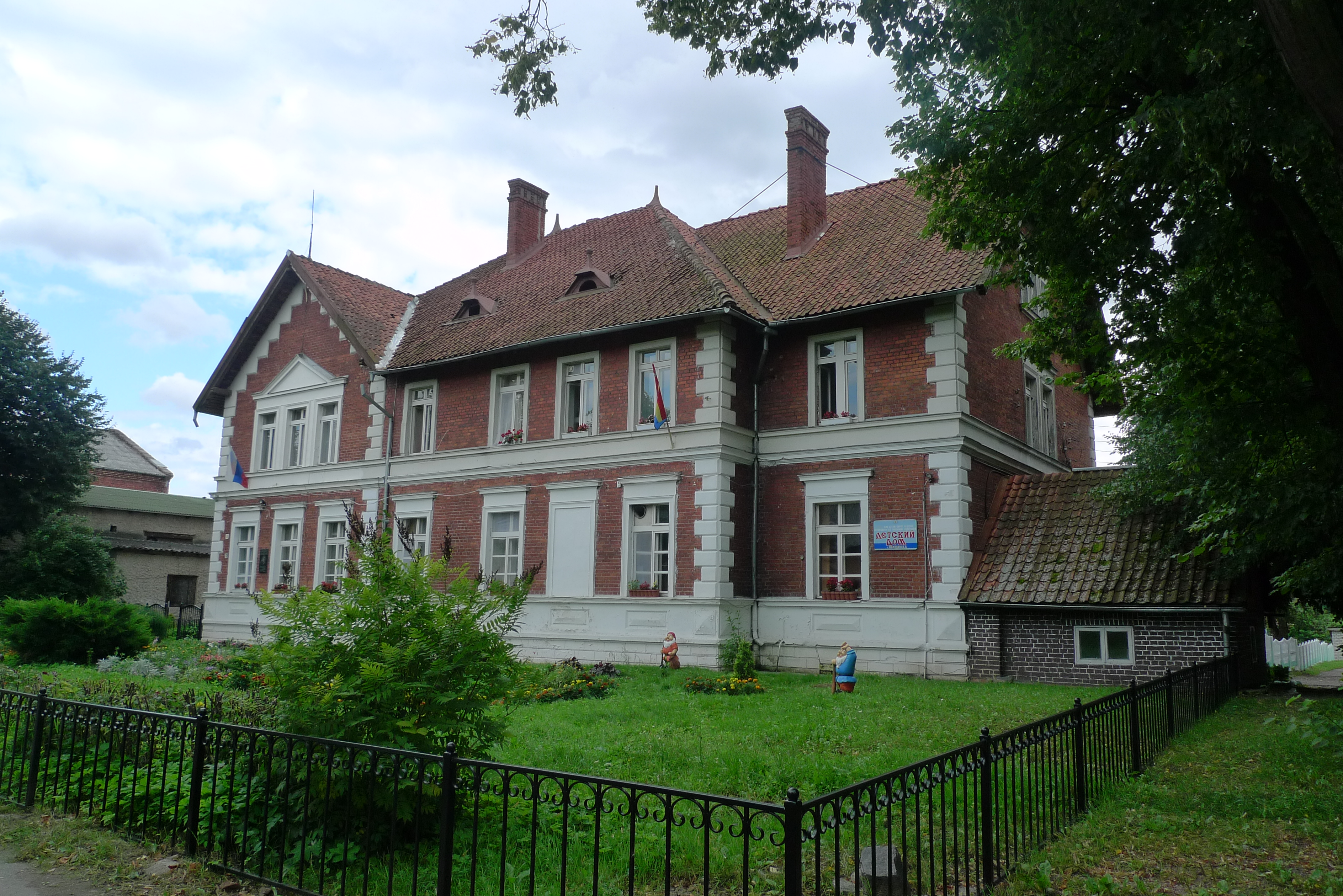
Budova školy
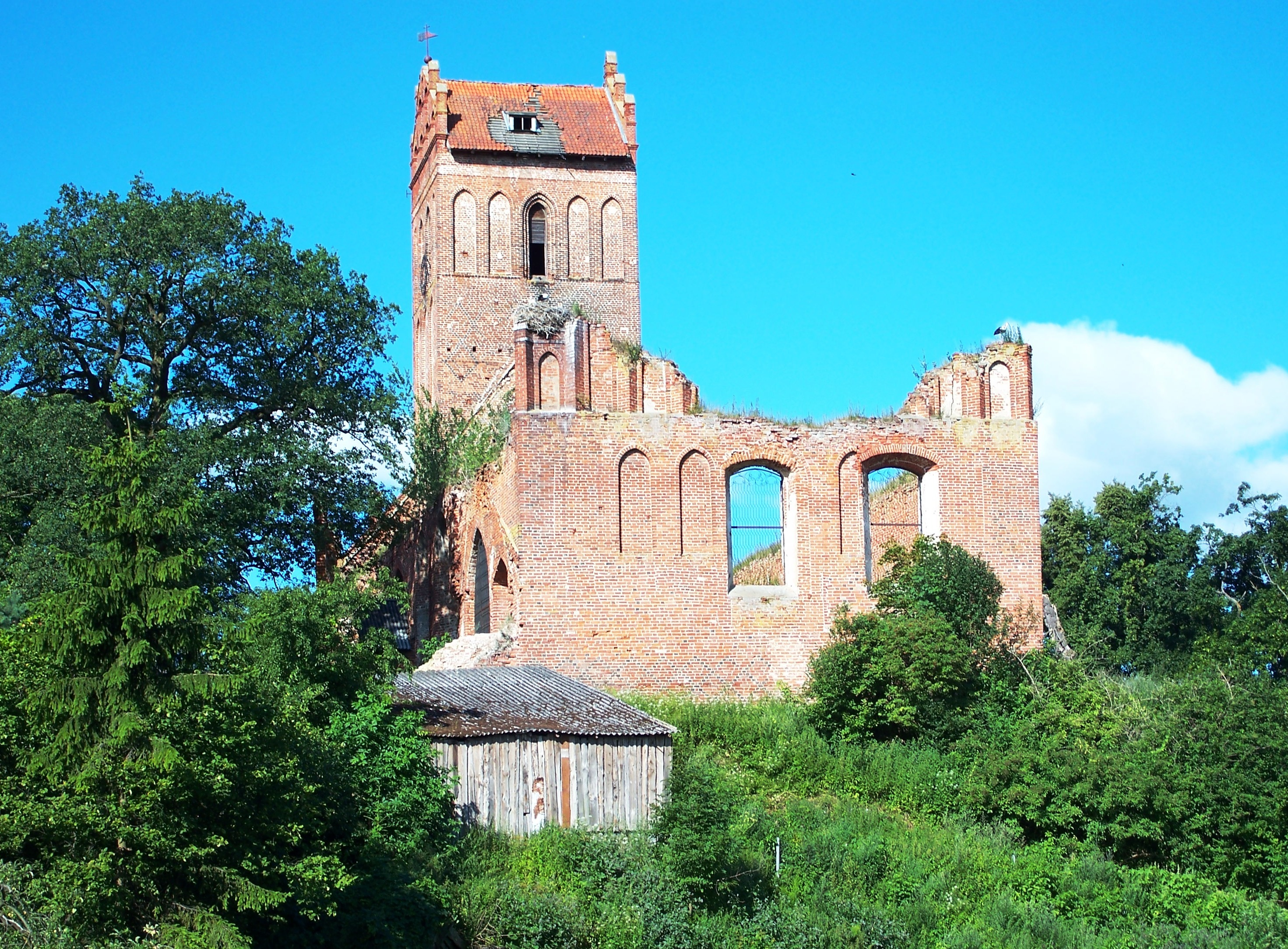
Pozůstatky bývalého kostela
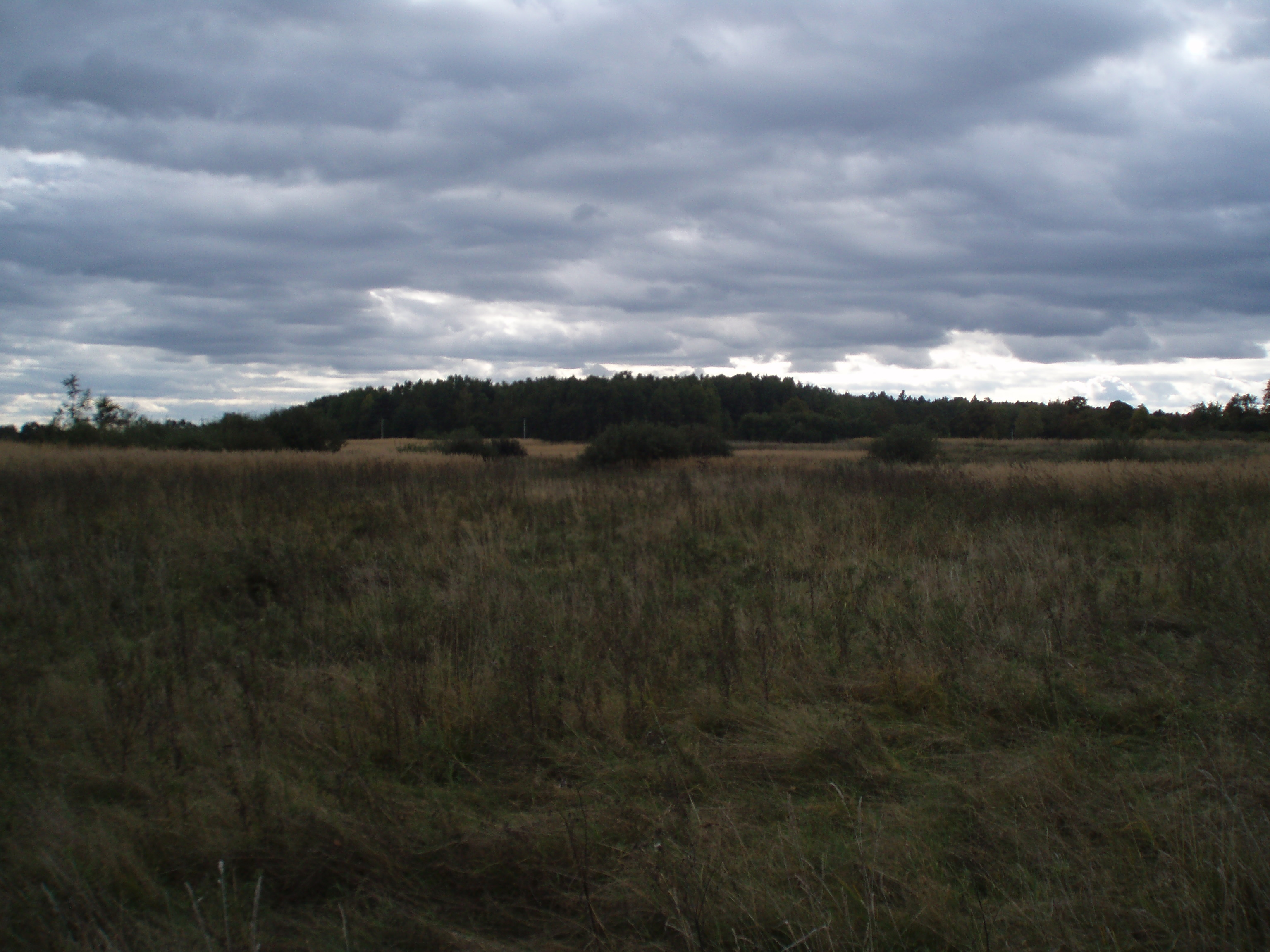
Místo bitvy u Friedlandu